# La balena solitària
La balena solitària o La balena més solitària: la recerca del 52 (títol original en anglès, The Loneliest Whale: The Search for 52) és una pel·lícula documental estatunidenca del 2021, dirigida, escrita i produïda per Joshua Zeman. Leonardo DiCaprio i Adrian Grenier en són els productors executius. La pel·lícula segueix un grup de científics a la recerca de la balena dels cants a 52 Hz, una balena que es creu que va passar la seva vida en solitud, cridant a una freqüència diferent de qualsevol altra balena. Es va estrenar comercialment als cinemes i en vídeo sota demanda per Bleecker Street el 9 de juliol de 2021. Es va doblar en català pel programa Sense ficció de TV3, que va estrenar-la el 4 d'abril de 2023.

## Sinopsi
La pel·lícula relata la recerca de Zeman i un equip d'oceanògrafs i científics per trobar la coneguda com a balena dels cants a 52 hertz, que els científics creuen que ha passat tota la seva vida en solitud cridant a una freqüència diferent de qualsevol altra balena. Zeman també explora la ciència de la guerra submarina de la Guerra Freda que va conduir al descobriment original d'aquest exemplar de balena, l'impacte negatiu de la caça de balenes, l'estrena i rebuda del registre de l'àlbum Songs of the Humpback Whale, els efectes perjudicials del soroll de l'oceà sobre les balenes i la seva comunicació, i com la dependència de la societat de la tecnologia pot provocar sentiments d'aïllament entre les persones.

## Producció
El febrer de 2015, es va anunciar que Joshua Zeman dirigiria una pel·lícula documental que girava al voltant de la balena dels cants a 52 hertz, amb Adrian Grenier com a productor executiu i amb finançament col·lectiu a través de la plataforma Kickstarter. El març de 2015, es va anunciar que Leonardo DiCaprio s'havia unit a la pel·lícula, com a productor executiu sota la seva productora Appian Way Productions.

## Estrena
El març de 2021, Bleecker Street va adquirir els drets de distribució de la pel·lícula als Estats Units. La pel·lícula es va estrenar al Festival de Cinema de Nantucket el 17 de juny de 2021. Es va estrenar en una selecció limitada de cinemes el 9 de juliol de 2021, abans de ser publicada a la carta el 16 de juliol de 2021. El 12 d'octubre de 2021, la pel·lícula es va estrenar a Hulu.